# Cantone di Toulouges
Il Cantone di Toulouges era una divisione amministrativa dell'arrondissement di Perpignano.
È stato soppresso a seguito della riforma complessiva dei cantoni del 2014, che è entrata in vigore con le elezioni dipartimentali del 2015.
Comprendeva i comuni di:
- Canohès
- Pollestres
- Toulouges